# Єрмолін Іван Ілліч
Єрмолін Іван Ілліч (1911–1957) — співробітник органів держбезпеки, генерал-майор (1944). У 1943–1944 рр. начальник Управління контррозвідки СМЕРШ Харківського ВО, Білоруського ВО. У 1944–1945 рр. начальник Управління контррозвідки СМЕРШ Білорусько-Литовського ВО. У 1945–1946 рр. начальник Управління контррозвідки СМЕРШ Мінського ВО. У 1946–1952 рр. начальник Управління контррозвідки МГБ Білоруського ВО. Нагороджений Указом Президії Верховної Ради СРСР від 29 жовтня 1948 «за успішне виконання спеціального завдання Уряду» по боротьбі з націоналістичним підпіллям в Західній Україні.

## Біографія
Народився в сім'ї селянина-бідняка в селі Івановська Вятської губернії.

Освіта: школа 2 ступені, м. Санчурськ Вятської губ. 1927; Хім.-технол. ін-т, Ленінград 07.28-09.33.
Секретар волкома ВЛКСМ, с. Кушнур Яранського повіту Вятської губернії, серпень 1927 — липень 1928. В КПРС з травня 1939.

## В органах ОГПУ-НКВД-СМЕРШ-МГБ
- пом. оперуповн., оперуповн. ЕКО, КРО ПП ОГПУ — УГБ УНКВД Ленінгр. обл. 09.33-1938;
- нач. 11 від. УГБ УНКВД Ленінгр. обл. 1938–1939;
- нач. 2 від. ТУ УНКВС Ленингр. обл. 1939-22.01.41;
- звільнений в запас 22.01.41;
- декан ф-ту № 2 хім.-технол. ін-ту, Ленінград, лютий-червень 1941;
- заст. нач. ОВ НКВД 27, 4 армій, Півн.-Зах. фронт 06.41-16.02.42;
- нач. ОВ НКВД 4 уд. армії, Калінін. фронт 16.02.42 — 30.11.42;
- нач. ОВ НКВД — ОКР СМЕРШ окремої армії військ НКВС — 70 армії, Центр. фронт 30.11.42-09.10.43;
- нач. ОКР СМЕРШ Харьк. ВО 09.10.43 — серпень 1944;
- нач. УКР СМЕРШ БВО серпень 1944 — 30.12.44;
- нач. УКР СМЕРШ Білорус.-Литов. ВО 30.12.44-22.07.45;
- нач. УКР СМЕРШ Мінск. ВО 22.07.45-04.02.46;
- нач. УКР СМЕРШ — МГБ БВО 04.02.46-14.06.52;
- в розпорядженні упр. кадрів МДБ СРСР 14.06.52-10.09.52;
- звільнений 10.09.52 через хворобу.
- Пенсіонер з 09.52, Ленінград.

## Звання
- лейтенант ГБ;
- капітан ГБ 27.04.39 (з лейтенанта);
- майор ГБ 22.07.42;
- полковник ГБ 14.02.43;
- генерал-майор 21.02.44.

## Нагороди
- 3 ордени Червоного Прапора 25.03.45, 29.10.48;
- орден Кутузова 2 ступеня 13.09.45;
- 3 ордени Червоної Зірки 20.07.49, 24.08.49;
- 3 медалі;
- знак «Заслужений працівник НКВС» 19.12.42.